# Мартен Стекеленбург
Ма́ртен Сте́келенбург (нід. Maarten Stekelenburg, МФА: [ˈmaːrtə(n) ˈsteːkələ(n)bʏrx], нар. 22 вересня 1982, Гарлем) — нідерландський футболіст, воротар національної збірної Нідерландів. 

## Клубна кар'єра
Вихованець молоджіних команд «Зандворта'75», «Схотена» і «Аякса». Перший офіційний матч за «Аякс» зіграв  24 лютого 2002 року проти клубу «НАК Бреда».
1 серпня 2011 року приєднався до складу італійської «Роми».
З 2013 по 2020 виступав у складах «Фулгема», «Монако», «Саутгемптона» і «Евертона».
22 червня 2020 повернувся до складу рідного «Аякса».
18 травня 2023 року Стекеленбург оголосив, що закінчить кар'єру в кінці сезону.

## Досягнення

### Командні

#### «Аякс»
Ередивізі
- Переможець (4): 2003-04, 2010-11, 2020-21, 2021-22
- Друге місце (5): 2002-03, 2005-06, 2006-07, 2007-08, 2009-10
- Третє місце (1): 2008-09

Кубок Нідерландів
- Переможець (4): 2005-06, 2006-07, 2009-10, 2020-21
- Фіналіст (1): 2010-11

Суперкубок Нідерландів
- Переможець (4): 2002, 2005, 2006, 2007
- Учасник (3): 2004, 2010, 2011

#### Нідерланди
- Віцечемпіон світу: 2010

## Цікаві факти
У суботу 15 жовтня 2016 року у виїзному матчі за «Евертон» проти «Манчестер Сіті» відбив два пенальті — від Кевіна Де Брюйне та Серхіо Агуеро.